# Zapadákov (film)
Zapadákov je režíjní debut proslulého amerického filmaře Terrence Malicka z roku 1973. Jedná se o netradiční romantické krimi drama, které v sobě nese prvky typické pro Malickovu pozdější tvorbu jako rozvolněné, lyrické vyprávění, vnitřní monology postav či poetické vyobrazení přírody korespondující se světem člověka. Dobou vzniku, významností a také tématy jako odcizení v násilné společnosti či outsiderství jej můžeme zařadit mezi nejvýraznější filmy tzv. Nového Hollywoodu. Hlavní role ztvárnili Martin Sheen, Sissy Spacek a v době vzniku snímku známý Warren Oates.

## Inspirace
Příběh filmu je volně inspirovaný skutečným případem Charlese Starkweathera a jeho přítelkyně Caril Ann Fugate z roku 1958 – tehdejších „nejznámějších masových vrahů z Nebrasky“. Starkweather spolu s Fugate, která se později bránila, že byla unesena a ke všemu donucena, zabili během 8 dní 10 osob včetně Fugate celé rodiny. Starkweather byl odsouzen k trestu smrti a Fugate dostala doživotí. Terrence Malick spolu s Martinem Sheenem a Sissy Spacek ji opakovaně navštívili a konzultovali s ní její zkušenost. I přes to se Malick vyjádřil, že hlavní postavy filmu Kit a Holly jsou velmi odlišné od Starkweathera a Fugate.

## Děj
Jižní Dakota, 1959. Do malého městečka Fourt Dupre se po smrti své matky přestěhuje spolu se svým otcem (Warren Oates) čtrnáctiletá Holly Sargis (Sissy Spacek). Krátce na to se seznámí s Kitem Caruthersem (Martin Sheen), atraktivním popelářem, který jako kdyby z oka vypadl Jamesovi Deanovi. I přes odpor dívčina otce se Kit stane jejím prvním milencem. Když to otec zjistí, tak jí za trest zastřelí psa.
Kit se poté rozhodne s Holly utéct, jenomže mu v cestě stojí její otec, a tak ho zastřelí. Naivní Holly je zprvu v šoku, ani nechápe, že její otec není už naživu, později to ale přijme a vydává se svou první láskou na vražednou dráhu napříč americkým středozápadem.
Po krátkém skrývání se v lese a prožívání romantické fantazie se Kit s Holly musí násilně vypořádat se svými pronásledovateli a vydat se znovu na cestu, nechávajíc za sebou sem tam nějakou tu mrtvolu. Čím blíže jsou k horám Montány, tím více si Holly v pustých prériích uvědomuje, že Kit není tím, kým se zdál být na počátku jejich milostné romance. Konec jejich vztahu se nezadržitelně blíží, až jsou oba chyceni policií, a Kit je odsouzen k trestu smrti.

## Výroba filmu
Ve svých 27 letech začal Malick pracovat na svém prvním celovečerním scénáři Zapadákov v druhém ročníku svého dvouletého studia režie na American Film Institute. Malick zaplatil 25 000 dolarů z vlastních prostředků a také nemalou částku vybral od drobných investorů jako byli lékaři a právníci. „Napsal jsem a současně vyvinul jakýsi obchodní balíček se snímky a nahrávkami herců, to vše s cílem představit investorům něco, co by vypadalo jako že je připraveno k natáčení,“ řekl Malick. „K mému překvapení tomu nevěnovali příliš velkou pozornost; investovali na základě svého přesvědčení a intuice. Sehnal jsem asi polovinu rozpočtu a vedoucí producent Edward Pressman tu druhou.“
Natáčení začalo v Coloradu v červenci roku 1972, s minimálním štábem a s nízkým rozpočtem asi 300 000 dolarů. Natáčení filmu bylo problematické – Malick měl problémy s některými zkušenějšími spolupracovníky, kteří neuznávali jeho neortodoxní přístup k natáčení (například odchod kameramana Bryana Probyna), a také se při natáčení scény, kdy hoří hlavní hrdinky dům, zranili členové štábu a shořela některá technika.
Přestože Malick věnoval spolu se svým, od té doby pravidelným, scénografem Jackem Fiskem velkou pozornost dobovosti snímku, nechtěl, aby byla svazující: „Snažil jsem se udržet padesátá léta na holém minimu,“ řekl. „Nostalgie je silný pocit; může utopit cokoli. Chtěl jsem, aby Zapadákov působil jako pohádka, nadčasově.“ Malick také nazval Kita „tak znecitlivělým, že zbraň, s níž střílí lidi, můžeme považovat za druh kouzelnické hůlky, která ho zbaví malých obtíží“.  Malick také zmínil, že „Kit a Holly si dokonce myslí, že žijí v pohádce“, a cítil, že je to velmi příznačné, protože „dětské knihy jako Ostrov pokladů byly často naplněny násilím.“ Také doufal, že tento tón „pohádky“ „z násilí odstraní trochu ostrosti, ale přesto si zachová svoji snovou kvalitu“.
Warner Brothers nakonec koupili a distribuovali hotový film za necelý milion dolarů.

## Přijetí filmu
Badlands byl závěrečný celovečerní film na New York Film Festivalu v roce 1973. Vincent Canby jej nazval „chladným, někdy geniálním, vždy divoce americkým filmem.“ Podle Canbyho, „jsou Martin Sheen a Sissy Spacek skvělí jako sebepoškozují se, kruté, dost možná psychotické děti současnosti, stejně tak jako vedlejší herecké obsazení včetně Warrena Oatese jako Hollyho otce. Divák může oprávněně zpochybňovat záměr Malickovy vize, myslím si ale, že ne jeho obrovský talent. Zapadákov je zásadní a vzrušující film.“
Podle vedoucího producenta Edwarda Pressmana, kromě Canbyho recenze pro New York Times, byla většina původních recenzí filmu negativní, ale pověst snímku u kritiků se postupem času zlepšovala. David Thomson naopak uvedl, že film byl „všeobecně považován […] za jeden z nejpozoruhodnějších amerických celovečerních debutů všech dob.“ 
Dave Kehr napsal o několik let později pro Chicago Reader : „Malickův debut z roku 1973 je dílem tak bohatým na nápady, že stěží ví, kterým z nich se má věnovat. Transcendentální témata lásky a smrti jsou spojena s citem pro popkulturu a odehrávají se na pozadí amerického středozápadu, který je úchvatný jak v jeho rozlehlosti, tak i v jeho banalitě. “ 
Sissy Spacek později řekla, že Zapadákov změnil způsob, jakým přemýšlela o filmech. „Po práci s Terrym Malickem jsem si uvědomila, že 'umělec vládne a na ničem jiném nezáleží. Moje kariéra by byla velmi odlišná, kdybych neměla takovouto zkušenost.“ 
Martin Sheen v roce 1999 poznamenal, že Badlands „stále je“ nejlepším scénářem, jaký kdy četl.  Napsal: „Bylo to fascinující. Odzbrojilo vás to. Byl to dobový snímek, a přesto nadčasový. Jednalo se o dílo nesmírně americké, zachytilo ducha národa a jeho kultury způsobem, který byl okamžitě rozpoznatelný.“
V roce 2003 Bill Paxton řekl: „Zapadákov měl v sobě lyriku, jenž filmy obsahují pouze jednou za čas – okamžiky transcendentální povahy… Tyto okamžiky znáte i z jiných filmů – je opravdu těžké je vytvořit a obvykle se nepodaří, protože jsou povrchní. [Malick] však věděl, jak své postavy zobrazit vůči krajině ve filmu. V Zapadákově je úžasná sekvence, kdy je hlavní pár odtržen od civilizace. Oba vědí, že se jejich čas krátí a že jsou na zcestí. Slyšíme, jak Sissy Spacek vypráví různé příběhy a mluví o tom, že návštíví vzdálená místa. Přitom hraje podivná klasická skladba [éterická orchestrace Trois Morceaux en form de Poire od Erika Satie ] a přes toto všechno je dán záběr točený na teleskopický objektiv. Myslím, že je to v dálce pohybující se vlak, který připomíná záběr na arabskou karavanu jedoucí přes poušť. Toto jsou přesně ty okamžiky, které se samotným příběhem nemají zdánlivě nic společného, a přesto s ním naprosto souvisí. Nezaměřují se na děj, ale mají co do činění s touhami nebo sny hlavních protagonistů. A jsou to takové okamžiky, na které nikdy nezapomenete, určitý druh lyriky, který vás hluboce zasáhne a už nepustí.“ 